# Schneider 75 mm Mle 1912
Il Schneider 75 mm Modèle 1912 fu un pezzo d'artiglieria da campagna francese in calibro 75 mm, utilizzato durante la prima guerra mondiale, realizzato dalla società Schneider et Cie. Il cannone, impiegato dalle divisioni di cavalleria, venne progressivamente rimpiazzato dal 75 mm Mle. 1897.

## Storia
La società Schneider et Cie aveva sviluppato un cannone calibro 76,2 mm per il mercato russo, denominato PD13, equipaggiato con freno di sparo idraulico e recuperatore pneumatico, con otturatore ad azione rapida.
L'Armée de terre, decisa a dotare le proprie divisioni di cavalleria di un pezzo moderno e leggero, si dovette confrontare con l'impossibilità di diminuire il peso del cannone da campagna da 75 mm Mle 1897. I militari decisero quindi di rivolgersi all'industria privata. Venne quindi adottato, agli inizi del 1912, il pezzo della Schneider, ridenominato PD13 bis, dopo essere stato ricalibrato in 75 mm per poter utilizzare il munizionamento dei pezzi da campagna, con canna accorciata di 15 cm (portata quindi da 27 a 25,4 calibri). Il nuovo modello doveva equipaggiare i dieci gruppi di artiglieria a cavallo, ognuno su tre batterie (su quattro pezzi trainati da sei cavalli ognuno), per un totale di trenta batterie; tuttavia parecchi gruppi al momento della mobilitazione nel 1914 erano ancora equipaggiati con il Mle 1897.

## Impiego operativo
Oltre all'esercito francese, diversi paesi alleati ricevettero il Mle 1912. La Serbia lo utilizzò nel corso della prima guerra mondiale, la Polonia nella guerra sovietico-polacca. Il Jugoslavia il pezzo venne denominato 75 mm M.12; catturati dalla Wehrmacht, i cannoni ricevettero la designazione 7.5 cm FK 249(j).